# Amon (Familienname)
Amon ist ein Familienname.

## Namensträger
- Angelika Amon (1967–2020), österreichische Zellbiologin
- Anton Amon (Künstler) (1761–1798)
- Anton Amon (Schauspieler, 1833) (1833–1896), österreichischer Schauspieler und Sänger
- Anton Amon (Schauspieler, 1862) (1862–1931), österreichischer Schauspieler, Sänger und Maler
- Artur Amon (* 1944), estnischer Basketballspieler
- Blasius Amon (1558–1590), österreichischer Franziskaner, Sänger und Komponist
- Carl Amon (1798–1843), österreichischer Maler
- Chris Amon (1943–2016), neuseeländischer Rennfahrer
- Cristiano Amon (* 1972), brasilianischer Elektroingenieur und Industriemanager
- Cristina Amon, Maschinenbauingenieurin
- Franz Amon (1896–1967), deutscher Mediziner und Hochschullehrer
- Franz Amon (Fußballspieler), österreichischer Fußballspieler
- Johannes Amon (1763–1825), deutscher Komponist und Musikverleger
- Karl Amon (Politiker) (1920–1995), österreichischer Politiker (ÖVP), Landtagsabgeordneter
- Karl Amon (Theologe) (1924–2017), österreichischer Theologe und Kirchenhistoriker
- Karl Amon (Journalist) (* 1949), österreichischer Journalist
- Liliana Amon (Bibiana; 1892–1966), österreichische Literatin und Muse
- Michael Amon (1954–2018), österreichischer Schriftsteller
- Placidus Amon (1700–1759), österreichischer Benediktiner und Philologe
- Reinhard Amon (* 1960), österreichischer Musikwissenschaftler und Autor
- Rosalia Amon (1825–1855), österreichische Malerin
- Rudolf Amon (1891–1964), österreichischer Ornithologe
- Tina Amon Amonsen (* 1979), deutsche Schauspielerin
- Werner Amon (* 1969), österreichischer Politiker (ÖVP)